# スーパー戦隊ワールド (映画)
- スーパー戦隊シリーズ
  - 忍者戦隊カクレンジャー > スーパー戦隊ワールド (映画)
  - 地球戦隊ファイブマン > スーパー戦隊ワールド (映画)
  - 鳥人戦隊ジェットマン > スーパー戦隊ワールド (映画)
  - 恐竜戦隊ジュウレンジャー > スーパー戦隊ワールド (映画)
  - 五星戦隊ダイレンジャー > スーパー戦隊ワールド (映画)

『スーパー戦隊ワールド』（スーパーせんたいワールド）は、1994年8月6日に公開された、東映制作のイベント用3D映画。同時上映作品は『仮面ライダーワールド』『東映ヒーロー大集合』。

## 概要
公開当時の現行作品であった『忍者戦隊カクレンジャー』、それに『五星戦隊ダイレンジャー』『恐竜戦隊ジュウレンジャー』『鳥人戦隊ジェットマン』『地球戦隊ファイブマン』の5大戦隊が、帝王ダイダスの侵略から地球を守るために戦うという内容となっている。
上記の5戦隊の競演が見られるのも見所の1つである他、過去にスーパー戦隊シリーズで2度にわたってヒーローを演じた和泉史郎も本作品に出演、ダイダスに襲われる青年マサトを演じる。ナレーションは前年放送の『ダイレンジャー』を担当した宮田浩徳が担当している。
本作品は、過去に制作されたイベント用映画『仮面ライダー世界に駆ける』と同様に3D作品として制作されており、本作品では2台のカメラをずらして組み込まれた3D用カメラで撮影されている。また作中で使用されているSEは、各テレビシリーズで用いられている大泉音映とは別のものが使用された。

## ストーリー
ある場所で記念撮影をしていたマサトとユカ。その時、空から巨大な怪人が現れた。地球を支配しようと企む悪の帝王ダイダスだ。ダイダスは額の第3の目からザイガン・バンゴ・ダマルを召喚し、マサトとユカを襲う。シャーク号でパトロールしていた忍者戦隊カクレンジャーは直ちに急行、ザイガンたちと戦うが、やがて現れたゾガー・イルバルにマサトとユカを拉致されて戦えない。とその時、地球戦隊ファイブマン・鳥人戦隊ジェットマン・恐竜戦隊ジュウレンジャー・五星戦隊ダイレンジャーの4大戦隊が現れた。早速忍者戦隊は4戦隊と合流し、怪人軍団や戦闘員軍団と決戦、そしてハウリングキャノンとカクレンジャーボールで軍団を全滅させた。
怒ったダイダスは5戦隊の前に立ちはだかる。負けじと各戦隊も、無敵将軍・大連王・大獣神・ジェットイカロス・ファイブロボを出撃させて戦うが、ダイダスは5大巨大ロボ相手にもびくともしない。だがその様子を見ていたマサトはダイダスの第3の目を思い出し、そのことを各戦隊に伝える。それを知った各巨大ロボは次々と第3の目を攻撃し、最後は無敵将軍の「火炎将軍剣」が第3の目に炸裂、ダイダスは爆発四散して果てた。5大戦隊の大勝利だ。

## 登場戦士
全員素顔での出演はないが、オリジナルキャストが声を当てている戦士もいる。
| 戦隊名                   | 備考        |
| ------------------------ | ----------- |
| 忍者戦隊カクレンジャー   |             |
| 五星戦隊ダイレンジャー   | [ 3 ] [ 4 ] |
| 恐竜戦隊ジュウレンジャー | [ 5 ] [ 4 ] |
| 鳥人戦隊ジェットマン     | [ 6 ]       |
| 地球戦隊ファイブマン     | [ 7 ]       |

## 巨大ロボ
各戦隊とも1号ロボのみが登場。
| 名称             | 備考                                                             |
| ---------------- | ---------------------------------------------------------------- |
| 無敵将軍         |                                                                  |
| 大連王           |                                                                  |
| 大獣神           |                                                                  |
| ジェットイカロス | バードニックセイバーではなく、イカロスアックスを武器にしていた。 |
| ファイブロボ     |                                                                  |

## 登場怪人
地球を支配するために異次元の彼方からやってきた、帝王ダイダス率いる悪の地球攻撃兵団。銀帝軍ゾーンからゴーマまでの戦闘員を復活させ、5大戦隊に挑む。帝王ダイダス、ザイガンを除く怪人の担当声優はクレジットされていない。
帝王ダイダス
異次元の侵略の帝王を通称とする、地球攻撃兵団のリーダー。戦隊ヒーローたちを倒し地球を支配しようと目論む。ファイブロボ、ジェットイカロス、大獣神、大連王、無敵将軍までの5体のロボットを相手に一歩も引かないほどの強大な力を持つ。額の第3の目が唯一の弱点。
ザイガン
ダイダスの片腕である地球攻撃兵団の行動隊長。
バンゴ
ザイガンの仲間で地球攻撃兵団の一員。頑丈な鎧で頭部と胸部を覆い、敵の攻撃を跳ね返す。
ダマル
バンゴと同じくザイガンの仲間で地球侵略軍団の一員。長槍を武器とする。頭部は『高速戦隊ターボレンジャー』に登場した暴魔獣、フジミボーマ幼態マスクの流用である。
ゾガー
遅れてやって来た地球侵略軍団の怪人。劇中では名前が出ていない。銃と剣を武器にする野獣のような戦士。
イルバス
ゾガーとともに人質を連れてやって来た地球攻撃兵団の怪人。同じく名前には劇中では触れられていない。空中から素早い攻撃を仕掛ける。
戦闘員集団
バツラー兵
グリナム兵
ゴーレム兵
コットポトロ

## キャスト
- マサト、ファイブレッドの声：和泉史郎
- ユカ：愛賀あいり

### 声の出演
- ニンジャレッド：小川輝晃
- ニンジャホワイト：広瀬仁美
- ニンジャブルー：土田大
- ニンジャイエロー：河合秀
- ニンジャブラック：ケイン・コスギ
- リュウレンジャー：和田圭市
- ティラノレンジャー：望月祐多
- ザイガン：小杉十郎太
- 帝王ダイダス：松本大
- ナレーション：宮田浩徳

### スーツアクター
- ニンジャレッド[8][9]：高岩成二

## 映像ソフト化
- DVD:スーパー戦隊 THE MOVIE BOX（2003年6月21日発売）、単巻4巻（2004年7月21日発売）
- BD:スーパー戦隊BD THE MOVIE BOX 1976-1995（2011年6月21日発売）、

## スタッフ
- 音楽：川村栄二
- 脚本：鷺山京子
- 監督：渡辺勝也
- アクション監督：山田一善